# Radbyn
För bebyggelsetypen, se Radby
Radbyn är en bebyggelse i tätorten Mariestad i Leksbergs socken, Mariestads kommun.

## Tätorten
1960 avgränsade SCB en tätort med 467 invånare inom Mariestads stad. 1965 hade tätorten sammanvuxit med Mariestads tätort. Vid 2010 års tätortsavgränsning var Radbyn fortfarande en del av Mariestads tätort.